# Bail Hongal
Bail Hongal è una città dell'India di 43.215 abitanti, situata nel distretto di Belgaum, nello stato federato del Karnataka. In base al numero di abitanti la città rientra nella classe III (da 20.000 a 49.999 persone).

## Geografia fisica
La città è situata a 15° 49' 0 N e 74° 52' 0 E e ha un'altitudine di 664 m s.l.m..

## Società

### Evoluzione demografica
Al censimento del 2001 la popolazione di Bail Hongal assommava a 43.215 persone, delle quali 21.895 maschi e 21.320 femmine. I bambini di età inferiore o uguale ai sei anni assommavano a 5.460, dei quali 2.800 maschi e 2.660 femmine. Infine, coloro che erano in grado di saper almeno leggere e scrivere erano 29.327, dei quali 16.401 maschi e 12.926 femmine.